# فيصل بن الحسين (أمير)
فيصل بن الحسين بن طلال (11 أكتوبر 1963 -)، هو ثاني أبناء الملك الحسين بن طلال والأخ الشقيق للملك عبد الله الثاني بن الحسين وأمه الأميرة منى الحسين. وهو طيار حصل على العديد من المناصب العليا في سلاح الجو الملكي الأردني، كما كان لواءً في الجيش العربي حتى 26 ديسمبر 2017. يرأس اللجنة الأولمبية الأردنية التي تعنى بشؤون الرياضة والرياضيين في الأردن.

## تعليمه
تلقى تعليمه الابتدائي في «الكلية العلمية الإسلامية» في عمّان، وفي عام 1970 التحق «بمدرسة سانت أدموند» في المملكة المتحدة، وفي عام 1971 انتقل مع أخيه الأمير عبد الله إلى الولايات المتحدة وهناك التحق في «مدرسة بيمنت» في ولاية ماساتشوستس وذلك لمدة عامين، ثم انتقل إلى «مدرسة إيفل بروك». وفي عام 1978 التحق «بمدرسة سانت ألبنز» بولاية واشنطن وتلقى فيها تعليمه الثانوي الذي أنهاه في عام 1981، وبعدها التحق بجامعة براون التي درس بها الهندسة الإلكترونية، وحصل على درجة البكالوريوس في هندسة الإلكترونيات (تخصص اتصالات) بعام 1985.

## مسيرته العملية
- بدأ تدريبه على الطيران في عام 1982،[1] وهو ذات الوقت الذي كان يكمل فيه دراسته الجامعية. وحصل في ذات العام على رخصة طيار.[1] وفي عام 1983 بدأ التدريب على الطيران بالمروحيات مع سلاح الجو الملكي الأردني،[1] وبعد تخرجه من الجامعة بدأ تدريبه العسكري الاحترافي في سلاح الجو الملكي الأردني، وبعد إتمامه للتدريب العسكري التأسيسي حصل على رتبة ملازم وذلك في عام 1985.[1]
- بعد إكماله لتدريب الطيران التأسيسي في سلاح الجو الملكي الأردني التحق «بكلية كرانويل» في المملكة المتحدة وذلك في يونيو 1987.[1]
- بدأ الخدمة في سلاح الجو منذ عام 1988 [1]، وخدم فيه بأكثر من قاعدة وموقع[1]، كما أنهى جميع الدورات المطلوبة للنجاح في مهمته[1]، وفي عام 2001 رفع إلى رتبة لواء.[1]
- في آذار/مارس 2002 عين قائدًا لسلاح الجو الملكي الأردني[1]، وظل في المنصب حتى عام 2004.
- يتولى رئاسة اللجنة الأولمبية الأردنية، وفي 13 فبراير / شباط 2010 انتخب عضوًا في اللجنة الأولمبية الدولية.[3]
- يتولى رئاسة الأردنية لرياضة السيارات، وعضو في مجلس شيوخ الاتحاد الدولي للسيارات FIA.
- في 26 ديسمبر 2017 أحيل للتقاعد من الجيش الأردني وهو برتبة لواء برفقة الأميرين علي بن الحسين وطلال بن محمد، لأسباب تتعلق بإعادة الهيكلة كما نصت الرسالة الملكية.[2]

## حياته الخاصة
الأمير فيصل هو ابن الملك الحسين بن طلال ثالث ملوك المملكة الأردنية الهاشمية ووالدته هي الأميرة منى الحسين، أشقائه هم: الملك عبد الله الثاني ملك الأردن، والأميرة عائشة، والأميرة زين.
في عام 1987 تزوج من عالية توفيق الطباع، والتي لقبت بعد الزواج بالأميرة عالية الفيصل، وتطلقا في أبريل 2008. وأنجبا قبل انفصالهما:
- الأميرة آية (ولدت في عام 1990).
- الأمير عمر (ولد في عام 1993).
- الأميرة عائشة (ولدت في عام 1997).
- الأميرة سارة (ولدت في عام 1997).

وفي 20 آذار 2010 أُعلنت خطوبته على سارة بسام قباني، وفي 24 أيار 2010 عُقد القران، وأصبحت تلقب بعد الزواج بالأميرة سارة الفيصل، وتم زفافهما في 16 سبتمبر 2010.
وفي 5 يناير 2014 عقد قرانه على زينا فارس لبادة (الأميرة زينا لبادة لاحقا) وكانت تعمل كإعلامية وإدارية في إذاعة القوات المسلحة (راديو هلا) و(Radio Bliss) قبل زواجها من الأمير. وأنجب منها:
- عبد الله (18 فبراير 2016-).
- محمد (8 أبريل 2017-).

## روابط خارجية
- فيصل بن الحسين على موقع اللجنة الأولمبية الدولية (الإنجليزية)
- فيصل بن الحسين على موقع أوليمبيديا (الإنجليزية)